# Victor Reventlow-Criminil
Victor Ludwig Carl Curt greve Reventlow-Criminil (5. maj 1916 i Berlin-Charlottenburg – 27. juni 1992) var en dansksindet politiker i Slesvig-Holsten.
Han var søn af grev Adolf Cécil Reventlow-Criminil og Alice Lillian Hoyos. Efter at have taget studentereksamen i Husum 1935 gik han året efter ind i flåden, Kriegsmarine og tjente i den som ubådskaptajn under 2. verdenskrig, hvor han dog ikke på noget tidspunkt kom i kamp. Han blev Offiziersanwärter 3. april 1936, Seekadett 10. september samme år og Kapitänleutnant 1. september 1943. Efter krigen var han landmand.
Han var dansksindet borgmester i Lyksborg 1946-48 og medlem af den slesvig-holstenske landdag 1946-50. I 1946 var han Landdagens yngste medlem og blev ofte positivt bemærket for sin intelligens og sit charmerende væsen. Frem til 1950 repræsenterede han det danske mindretals parti SSW i Kiel. I 1950 søgte han ikke genvalg til Landdagen og emigrerede i 1953 til Canada, hvor han levede til sin død 1992.